# Trirhithrum ebenum
Trirhithrum ebenum är en tvåvingeart som beskrevs av Seguy 1941. Trirhithrum ebenum ingår i släktet Trirhithrum och familjen borrflugor.
Artens utbredningsområde är Elfenbenskusten. Inga underarter finns listade i Catalogue of Life.